# Sopieszyno
Sopieszyno (dodatkowa nazwa w j. kaszub. Sopieszëno) – wieś w Polsce, położona w województwie pomorskim, w powiecie wejherowskim, w gminie Wejherowo. Leży na północno-wschodnim obrzeżu Trójmiejskiego Parku Krajobrazowego i Obszaru Chronionego Natura 2000 przy trasie drogi wojewódzkiej nr 224. 
Wieś szlachecka położona była w II połowie XVI wieku w powiecie puckim województwa pomorskiego. W latach 1975–1998 wieś administracyjnie należała do województwa gdańskiego.
Wieś jest siedzibą sołectwa Sopieszyno w którego skład wchodzą również Sopieszyno-Wybudowanie, Kotłówka, Borowo, Wygoda i Biała leżąca przy DW224 ok. 2 km od Sopieszyna. Wieś jest ostatnią, należącą do gminy Wejherowo jadąc DW224 od strony Wejherowa.

## Części wsi
| SIMC    | Nazwa    | Rodzaj     |
| ------- | -------- | ---------- |
| 0176733 | Borowo   | osada      |
| 0176710 | Kotłówka | część wsi  |
| 0176740 | Wygoda   | przysiółek |

## Historia
Pierwszy raz wzmiankowana już w 1399. Do 1918 Sopieszyno znajdowało się pod administracją zaboru pruskiego, obowiązującą nazwą niemieckiej administracji dla Sopieszyna była nazwa Soppieschin. Od końca I wojny światowej wieś znajdowała się ponownie w granicach Polski (ówczesny powiat morski II Rzeczypospolitej). Podczas okupacji niemieckiej nazwa Soppieschin w 1942 została przez nazistowskich propagandystów niemieckich (w ramach szerokiej akcji odkaszubiania i odpolszczania nazw niemieckiego lebensraumu) zweryfikowana jako zbyt kaszubska i przemianowana na nowo wymyśloną i bardziej niemiecką – Sophienhof.

## Sopieszyno dzisiaj
We wsi rozwija się budownictwo mieszkaniowe jednorodzinne. Na niektórych obszarach miejscowości obowiązuje ochrona konserwatorska ze względu na starą, kaszubską zabudowę oraz odnalezione kilka lat temu cmentarzysko mogił skrzynkowych. Wieś posiada dość ubogą infrastrukturę – brak kanalizacji, wodociąg gminny nie dociera do wszystkich mieszkańców, niepełne jest oświetlenie ulic. We wsi jest jeden sklep spożywczy, 1 plac zabaw, przystanki PKS Wejherowo, boisko do piłki nożnej, kaplica i strefa rekreacyjna z siłownią zewnętrzną nad stawem. Przez wieś, na północnych jej krańcach przebiega gazociąg średniego ciśnienia relacji Szczecin-Gdynia.

## Ludność
Ludność miejscowości w latach:
- 1780 - 52 mieszkańców (36 katolików, 16 ewangelików)
- 1885 - 74 mieszkańców (57 katolików, 17 ewangelików)
- 1910 - 97 mieszkańców[7]
- 2002 - 313 mieszkańców
- 2006 - 318 mieszkańców
- 2011 - 416 mieszkańców
- 2012 - 428 mieszkańców
- 2014 - 422 mieszkańców
- 2023 - 456 mieszkańców[8]